# Investigaciones de un perro
Investigaciones de un perro es un cuento de Franz Kafka, que se publicó póstumamente en la colección Durante la construcción de la Gran Muralla (Berlín, 1931).
La narración fue escrita por Kafka en septiembre y octubre de 1922, poco después de que terminara de trabajar en su novela inconclusa El castillo. Al igual que en otras historias de Kafka, como La metamorfosis (1913), Chacales y árabes (1917), Informe para una academia (1917), El buitre (1920), La obra (1923/1924) y Josefina la cantora o el pueblo de los ratones (1924), el protagonista es un animal. Como muchos de los cuentos de Kafka, la narración proviene de sus cuadernos en octavo, en este caso del llamado "Hungerkünstler-Heft" (cuaderno del artista del hambre), y la continuación del folleto del duodécimo cuaderno de su diario. Los eruditos literarios están divididos en cuanto a si las Investigaciones de un perro es solo un fragmento, es decir, dejado sin terminar por Kafka, o si la obra es independiente.
Como se infiere del título, que le fue dado por Max Brod, se trata de la búsqueda del conocimiento por parte de un perro. La instancia de poder que el perro explorador percibe como una compulsión externa, pero no puede interpretar, es el ser humano. El principio de cercanía canina (dependencia) y simultáneamente de distancia  (falta de percepción) con los humanos implica que la investigación del perro está condenada al fracaso.

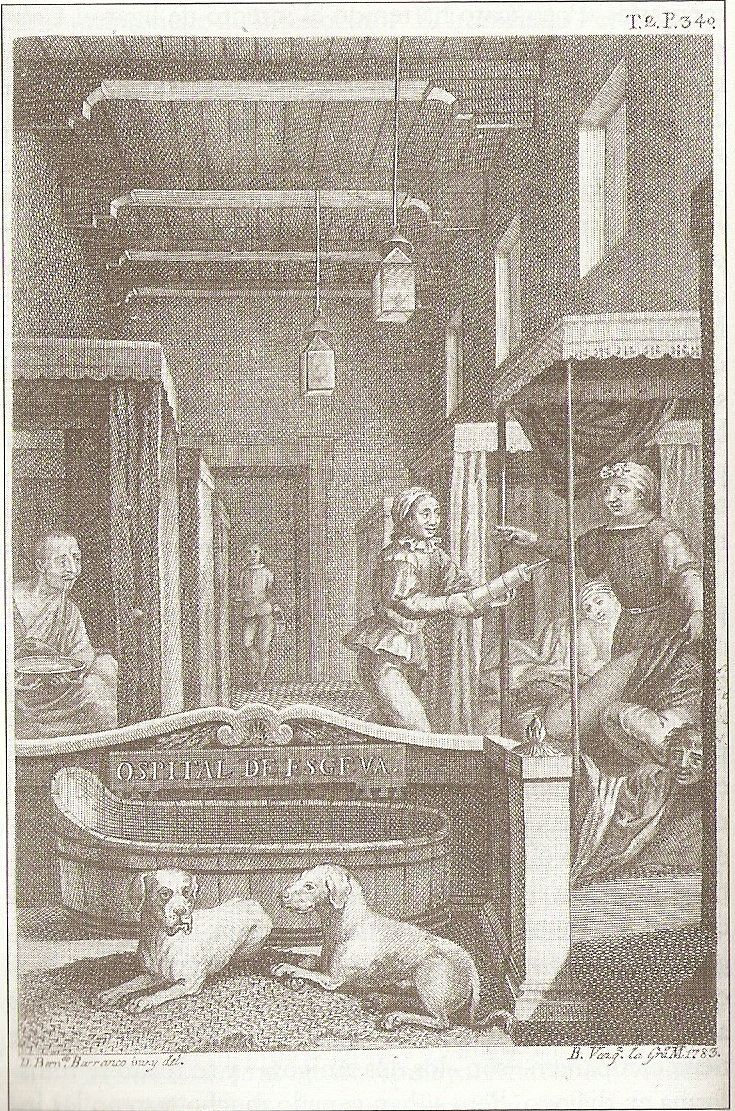
El modelo para E. T. A. Hoffmann: la conversación de Cervantes entre dos perrop, Grabado de la edición de las Novelas ejemplares realizada por Antonio de Sancha en 1783 que ilustra la novela

Kafka se inscribe con su cuento en una larga tradición literaria de perros hablantes. Se pueden observar numerosas similitudes en contenido y redacción entre las Investigaciones de un perro y la continuación de E. T. A. Hoffmann en 1814 de la novela cervantina El coloquio de los perros (1613) con el título Nachricht von den neusten Schicksalen des Hundes Berganza (Noticias del último destino del perro Berganza). Hoffmann describe una charla satírica sobre prosa, poesía y práctica escénica entre los perros Berganza y Cipión, que el filósofo alemán Rüdiger Safranski consideró un "panorama de la moral humana alienada por la mirada canina". Hay también puntos de contacto con el Diario de un perro (1892) de Oskar Panizza, cuyas reflexiones se centran exclusivamente en los seres humanos.

## Trama
Un perro viejo comienza la narración describiendo sus preocupaciones desde la niñez: "En una inspección más cercana, descubro que algo siempre ha estado mal aquí, hubo una pequeña ruptura, me invadió una ligera inquietud en medio de los eventos populares más venerables, sí, a veces, incluso en círculos familiares, no, a veces no, pero muy a menudo; la mera vista de un compañero perro que amo, la mera vista, visto de una manera nueva, me hizo sentir avergonzado, asustado, impotente, incluso desesperado." Si bien el narrador se ve como un "perro auténtico" reconoce ser un "poco frío, reservado, ansioso, calculador", y con poco talento para la felicidad. Vive, si bien respetado, retraído, solitario y dedicado a sus investigaciones sobre el pueblo perruno. Relata su inútil investigación de toda la vida sobre las cuestiones fundamentales de lo canino. La investigación comenzó cuando el animal, a una edad muy temprana, vio a siete perros bajo una luz brillante, bailando de una manera que no era adecuada para perros y emitiendo música. Aunque el protagonista intentó obtener una explicación de sus congéneros por su comportamiento inhabitual, no logró una respuesta, lo cual lo llevó a diversas especulaciones posteriores. sin llegar a poder dilucidar lo sucedido.
El perro se dedica luego a la cuestión de la comida. Cree que está relacionada con rociar el suelo, es decir, orinar. Pero la comida viene de arriba, a veces la comida incluso parece flotar junto al perro. Para comprender la esencia del problema, el perro pasa hambre: "El camino pasa por el hambre, lo más alto solo se puede alcanzar con el máximo rendimiento si es alcanzable, y para nosotros este máximo rendimiento es el hambre voluntaria." Pero a pesar de su sacrificio, no puede encontrar una solución.
Otro fenómeno ocupa al perro, a saber, los "perros de aire". Flotan y apenas se mueven por el suelo. En su mayoría son criaturas pequeñas, bien peinadas y bien alimentadas. Aunque la reproducción es difícil de imaginar, parecen estar aumentando en número.
Más tarde, experimenta algo similar a su infancia, es decir, un perro que emite música. La escena tiene lugar en el bosque. El perro se describe a sí mismo como un cazador. El narrador percibe la melodía, separada de él, flotando en el aire como si no le perteneciera al perro cazador en el aire según sus propias leyes, apuntando sobre él como si no me perteneciera, sólo a mí, a mí.
El perro habla al final de los hechos de las ciencias, la música y la ciencia de la alimentación. Admite su incompetencia científica y se refiere a su instinto. Cita la libertad, aunque limitada. Las últimas frases dicen: “Por supuesto, la libertad que es posible hoy es una planta miserable. Pero al menos libertad, al menos una posesión."

## Interpretación
Muchos de los problemas cognitivos del perro surgen del hecho de que, obviamente, es incapaz de reconocer a los humanos y sus efectos en la comunidad canina. La palabra "humano" no es mencionada en ningún momento.
Al principio el perro dice que vive en medio de la comunidad canina, y esto es inmediatamente negado por el enunciado "Ninguna criatura vive tan dispersa que yo sepa". Sin embargo, no se da cuenta de que los perros no viven una vida autodeterminada, y por eso dispersa, porque están asignados a los humanos, quienes le proporcionan comida, que generalmente viene de "arriba". La comida es el factor fundamental en su dependencia y falta de libertad.
La presencia de los seres humanos es registrada de forma casi casual: "Además de nosotros los perros, hay muchas clases de criaturas alrededor nuestro, seres pobres, bajunos, mudos, limitados solo a ciertos gritos [,,,]" La falta de comunicación entre las especies es ejemplificada con el empleo de la palabra "stumm" (mudo) para caracterizar la falta de olfato de los humanos.

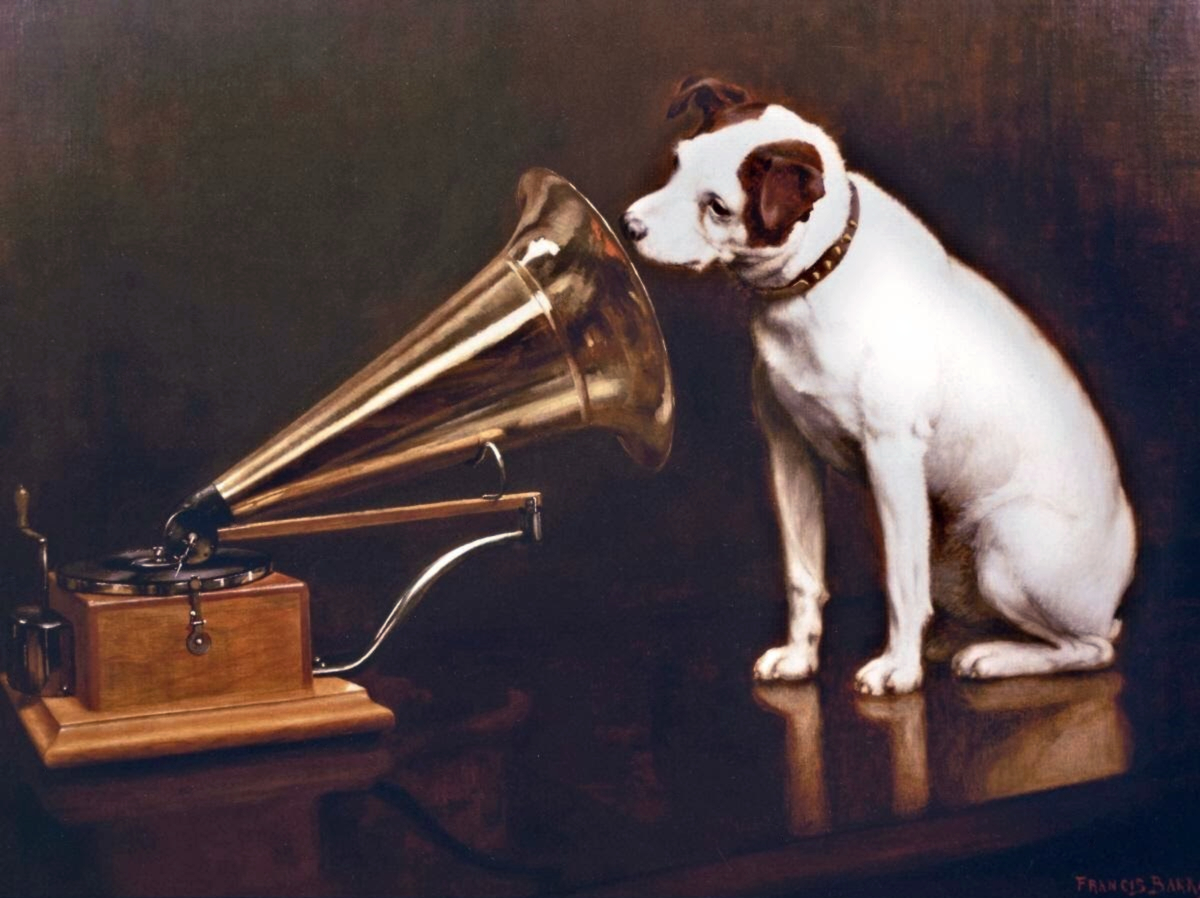
His Master's Voice (1899), por Francis Barraud

La aparición de los siete perros danzantes acompañados por música es una escena del espectáculo de variedades o circo. El narrador considera el comportamiento de sus congéneres como poco canino, impúdico -ya que se mueven en dos patas mostrando los órganos sexuales- y denigrante, pero no logra comunicarse con ellos ni dirimir cuál es el sentido de sus actos.
La preocupación fundamental del narrador refiere al tema de la comida. Reconoce la ingestión de alimentos como una actividad fundamental y se pregunta cuál es su origen. Sus reiteradas interrogaciones son ignoradas por la comunidad canina, lo cual lleva al aislamiento del protagonista. Cuando intenta lograr una respuesta a partir de una inanición estricta, casi muere, pero no logra dilucidar la cuestión. El perro filosofa, experimenta y analiza incansablemente su existencia, pero pasa por alto su propia dependencia del ser humano cuya mano lo alimenta y cuyos muros custodia.
Los perros de aire son obviamente perros falderos. Aquí está claro que el narrador no puede registrar a la persona que lo sostiene. No pasa por alto, sin embargo, que los perros falderos está cada vez más de moda, es decir, multiplicándose, si bien su existencia le parece bastante inútil.
El último perro que encuentra es uno de caza, el cual va acompañado -cabe suponer- por el sonido de los cuernos de caza.
Si el perro finalmente describe la libertad de hoy como insignificante, parece añorar la libertad de los primeros perros salvajes. Al mismo tiempo, no tiene idea de en cuánto se restringe realmente su libertad.
La narración está relacionada con otras obras de Kafka. En La obra o el Der Dorfschullehrer, los personajes también someten los hechos a una investigación precisa, pero fracasan en ella. También hay paralelismos con el mono Rotpeter de Informe para una academia, con su visión limitada del mundo humano.
En sentido figurado, el cuento describe la búsqueda de conocimiento. El individuo carece de una visión fehaciente de la realidad y, más aún, de un conocimiento supraordenado. Solo puede registrar una sección parcial y, por lo tanto, completamente distorsionada del mundo. Ni siquiera puede ver las limitaciones multifacéticas de su libertad. Los muchos juicios y enseñanzas erróneas del pasado lo demuestran suficientemente, eso es exactamente lo que les sucede a las personas de hoy y del futuro en su búsqueda de la verdad. La arrogancia y la ilusión del impulso humano por investigar se reflejan aquí. Las conclusiones del perro son lapidarias: "A menudo se alaba el progreso general de la comunidad canina a lo largo de los siglos, y por este medio principalmente el progreso de la ciencia. Por supuesto, la ciencia avanza, no se puede detener, avanza cada vez más rápido, pero ¿qué hay que elogiar al respecto? Es como tratar de elogiar a alguien por acumular años a medida que envejece y, como resultado, que la muerte se acerca cada vez más rápido. Este es un proceso natural y, además, feo, en el que no encuentro nada que elogiar. Solo veo decadencia, pero no quiero decir que las generaciones anteriores fueran esencialmente mejores, simplemente eran más jóvenes, esa era su gran ventaja, su memoria no estaba tan sobrecargada como ahora [...]"
Max Brod se refiere a esta historia de animales como una parodia melancólica del ateísmo. Así como el perro no reconoce (o sólo parcialmente) al ser humano, el ser humano apenas reconoce a Dios y sólo vagamente.

### Interpretación como fábula
Ocasionalmente el cuento ha sido visto como una posible fábula. Si nos atenemos a la definición de la misma según Wilpert: "Breve género épico-didáctico independiente de poesía animal en verso o prosa, que ilustra una verdad generalmente aceptada, una proposición moral, una sabiduría práctica basada en un ejemplo sorprendente pero análogo en una representación inauténtica y especialmente de la transferencia de relaciones humanas, costumbres, también el discurso que tiene efectos humorísticos y satíricos o moralmente instructivos sobre la naturaleza animada o inanimada (plantas, piedras, especialmente animales). La fábula animal se basa en una descripción predeterminada del personaje al usar los rasgos de carácter fijos y generalmente reconocidos de los animales individuales (la astucia del zorro, la majestuosidad del león, etc.)", podemos observar que ya la estructura del relato contradice esta definición de la fábula animal. No es una breve presentación ni se puede leer el texto como didáctico, ni transmite tampoco “una verdad general reconocida” o una proposición moral. La narración está más bien determinada por la búsqueda de la verdad y el conocimiento. Una solución o un principio no pueden ser derivados de ella. "Así, mientras la fábula hacía más transparente la realidad humana, más comprensible al reducirla a la 'característica', el cuento de Kafka la hace parecer irreconocible, sacando a relucir lo extraño y lo insólito. Ella los muestra como un laberinto."

### Interpretación como metáfora
Para John Wilkelman el significado de la narración es evidente: "Los perros, por supuesto, representan a la humanidad, siendo seleccionados como sujeto aparente por una doble similitud con los hombres: son animales gregarios, frustrados en su gregarismo, y dependen de un ser superior. Sus especulaciones sobre lo material y lo divino son preocupaciones humanas. El narrador canino solitario que se diferencia de sus compañeros sólo en su conciencia más aguda de los enigmas de la existencia canina es, por supuesto, Kafka. Eso es evidente en la autocaracterización del perro ya citada, así como en otras; en el punto de vista narrativo en primera persona; otro en ecos personales como el charco de sangre vomitado por el perro durante su ayuno (esto alude al escupir sangre de Kafka en una etapa temprana de su tuberculosis, un siniestro incidente que lo perturbó profundamente). La búsqueda de los perros por el significado de la existencia es la búsqueda humana eternamente desesperada, que en el caso de los seres humanos podría alcanzar su objeto solo si Dios se manifestara a los sentidos."

## Ediciones en alemán
- Franz Kafka: Sämtliche Erzählungen. Herausgegeben von Paul Raabe, Fischer-Taschenbuch-Verlag, Frankfurt am Main 1970, ISBN 3-596-21078-X.
- Franz Kafka: Die Erzählungen. Originalfassung, Herausgegeben von Roger Herms, Fischer Verlag, 1996, ISBN 3-10-338107-7
- Franz Kafka: Nachgelassene Schriften und Fragmente 2. Herausgegeben von Jost Schillemeit, Fischer, Frankfurt am Main, 1992, p. 423–482 y 485–491.

## Literatura secundaria
- Peter-André Alt: Franz Kafka: Der ewige Sohn. C.H. Beck, München 2005. ISBN 3-406-53441-4
- Nicolas Berg: Forschungen eines Hundes. In: Manfred Engel, Bernd Auerochs (editor): Kafka-Handbuch. Leben – Werk – Wirkung. Metzler, Stuttgart, Weimar 2010, p, 330–336. ISBN 978-3-476-02167-0
- Deleuze, Gilles/Guattari, Félix: Kafka: Toward a Minor Literature. University of Minnesota Press, London 1975. (Dt. Titel: Kafka: Für eine kleine Literatur)
- E. T. A. Hoffmann: Nachricht von den neuesten Schicksalen des Hundes Berganza. p, 101–177 in: Hartmut Steinecke (Hrsg.): E. T. A. Hoffmann: Fantasiestücke in Callot's Manier. Werke 1814. Deutscher Klassiker Verlag im Taschenbuch. Bd. 14. Frankfurt am Main 2006, ISBN 978-3-618-68014-7
- Manfred Engel: Zu Kafkas Kunst und Literaturtheorie. Kunst und Künstler im literarischen Werk. In: Manfred Engel, Bernd Auerochs (editor): Kafka-Handbuch. Leben – Werk – Wirkung. Metzler, Stuttgart, Weimar 2010, p, 483–498, bes. 489–493, ISBN 978-3-476-02167-0.
- Karl-Heinz Fingerhut: “Die Funktion der Tierfiguren im Werke Franz Kafkas. Offene Erzählgerüste und Figurenspiele“, Bonn, 1969, p. 182.
- Herrad Heselhaus: „Sprechende Hunde: zur Verortung des sprechenden Subjektes im Spannungsfeld von Naturbegehren und Intertextualität“, München, Univ., Diss.,1993.
- Bettina von Jagow und Oliver Jahraus:  Kafka-Handbuch. Leben-Werk-Wirkung. Vandenhoeck& Ruprecht, 2008, ISBN 978-3-525-20852-6.
- Marcel Krings: Franz Kafka: Der „Hungerkünstler“-Zyklus und die kleine Prosa von 1920–1924. Spätwerk – Judentum – Kunst. Winter, Heidelberg 2022, ISBN 978-3-8253-4940-0.
- Rüdiger Safranski: E. T. A. Hoffmann. Das Leben eines skeptischen Phantasten. 2. Auflage. Fischer-Taschenbuch-Verlag, Frankfurt am Main 2001 (1. Aufl. 1984), ISBN 3-596-14301-2.
- Gerhard Scheit: Sie sollen die Scham überleben. Versuch über Kafkas späte Tier-Monologe. In: Gerhard Scheit, Manfred Dahlmann (editor): sans phrase. Zeitschrift für Ideologiekritik. Heft 8, Frühjahr 2016. ca ira, Freiburg/Wien, 2016, p, 191–203.
- Wendelin Schmidt-Dengler: Die Vielfalt in Kafkas Leben und Werk. Norbert Winkler Vitalis Verlag 2005, ISBN 3-89919-066-1, p, 86–89.
- Gero von Wilpert: „Sachwörterbuch der Literatur“, Stuttgart 1989, p. 282.
- Theodore Ziolkowski: „Talking Dogs: The Caninization of Literature”, in: “Varities of Literary Thematics”, Princteton University Press, Princeton, New Jersey, 1983, p, 86-122